# Schelto Patijn
Schelto Patijn, né le 13 août 1936 à La Haye et mort le 15 juillet 2007 à Amsterdam, est un homme politique néerlandais membre du Parti travailliste (PvdA).

## Biographie
Après avoir obtenu un diplôme de droit en 1959, il obtint un doctorat en 1973 à l'université d'Utrecht, grâce à une thèse sur le Parlement européen (Het Europees Parlement, de strijd om zijn bevoegdheden), dans lequel il entre à la même année. Il reste député européen le temps d'un mandat et cumule depuis le même temps un titre de représentant à la seconde Chambre des États généraux. Il quitte ce poste en 1984, après avoir été nommé Commissaire de la Reine pour la province de la Hollande-Méridionale. Il est cependant surtout connu pour avoir été le bourgmestre d'Amsterdam de 1994 à 2001.
Il était marié à Elisabeth Stroink depuis le 12 juillet 1961 avec qui il eut trois enfants. Le 15 juillet 2007, Patijn meurt d'un cancer, quelques mois avant la mort de son père, Constantijn Patijn, le 7 septembre 2007, qui était également un homme politique, membre du Parti travailliste.